# تاردلکوئنده
تاردلکوئنده (به اسپانیایی: Tardelcuende) یک دهستان در اسپانیا است که در سریا واقع شده‌است.

## خصوصیات
تاردلکوئنده ۶۳ کیلومترمربع مساحت و ۶۰۶ نفر جمعیت دارد.